# Joutsa
Joutsa là một đô thị của Phần Lan.
Vị trí ở tỉnh Tây Phần Lan trong vùng Trung Phần Lan. Đô thị này có dân số 5.174 người (2008) và diện tích 1.066,48 km² trong đó có 199,08 km² là diện tích mặt nước.
Dân đô thị này chỉ sử dụng tiếng Phần Lan
Joutsa.fi 